# 希尔顿家族
希尔顿家族（英語：Hilton family）是由酒店大亨康拉德·希尔顿（1887年–1979年）创建的著名的美国家族。他的后代继续持有不同程度的财富和诸如社交名媛的社会地位。

## 世系
希尔顿家族起源于挪威的于倫薩克爾，至今他们仍有亲戚生活在这片土地上。
- 哈尔沃·尼尔森·希尔顿(1810年–1864年)

- 奥古斯都·哈尔沃逊· 希尔顿(又称格斯)(1854年–1919年)

格斯于1870年移民至美国。
- 菲利斯·A·希尔顿(1885年–1968年)
- 康拉德·希尔顿(1887年–1979年)
- 伊娃·C·希尔顿(1889年–1979年)
- 卡尔·H·希尔顿(1892年–1957年)
- 朱利安·希尔顿(1895年–1897年)
- 露丝玛丽·J·希尔顿(1898年–1995年)
- 奥古斯特·H·希尔顿(1901年–1929年)
- 海伦·A·希尔顿(1906年1月30日 – 2003年2月22日)
- 艾希莉·J·希尔顿(1994年-至今)

### 康拉德·希尔顿后代
- 第一任妻子玛丽·阿德莱德·巴朗(1925年结婚，1934年离婚)：
  - 小康拉德·尼科尔森·希尔顿（英语：Conrad Hilton, Jr.） (1926年–1969年)：娶帕特丽夏·麦克林托克。伊丽莎白·泰勒的第一任丈夫。
    - 康拉德·尼科尔森·希尔顿三世(生于1960年)
    - 迈克尔·奥蒂斯·希尔顿(生于1961年)

- 巴伦·希尔顿 (生于1927年)：娶玛丽莲·霍利。巴伦·希尔顿继承了他父亲的产业，成为希尔顿酒店的总裁并创建了圣地牙哥电光队。他是福布斯400富豪榜上的一员。
  - 小威廉·巴伦·希尔顿(生于1948年)
  - 霍利·安妮·希尔顿(生于1949年)
    - 贾斯汀·霍利·麦考利夫 (生于1987年)

- 斯蒂芬·迈克尔·希尔顿(生于1950年)

- 尼古拉斯·康拉德·希尔顿(生于1984年)

- 大卫·艾伦·希尔顿(生于1952年)
- 莎伦·康士坦茨·希尔顿(生于1953年)
- 理查德·霍华德·希尔顿 (生于1955年)：娶凯西·希尔顿
  - 帕丽斯·希尔顿 (生于1981年)
  - 妮琪·希尔顿 (生于1983年)
  - 巴朗·尼古拉斯·希尔顿二世(生于1989年)
  - 康拉德·休斯·希尔顿(生于1994年)

- 丹尼尔·凯文·希尔顿(生于1962年)
- 罗纳德·杰弗里·希尔顿(生于1963年)

- 埃里克·迈克尔·希尔顿(生于1932年)

- 詹姆斯·迈克尔·希尔顿(生于1956年，1975年逝世)
- 布莱恩·凯斯·希尔顿(生于1958年)：于1984年娶珍妮特·安妮·埃克尔

- 凯斯·艾伦·希尔顿(生于1986年)： 于2011年娶詹妮尔·克莉丝汀·皮耶路奇
- 克里斯多夫·查尔斯·希尔顿(生于1989年)

- 布拉德·艾伦·希尔顿(生于1962年)：于1984年娶珍妮·勒夫，于1996年离婚

- 多雷·伊内兹·希尔顿(生于1980年)

- 布莱森·艾伦·伯德(生于2012年)

- 布鲁克·艾希莉·希尔顿(生于1986年)
- 考特尼·伊丽莎白·希尔顿(生于1990年)

- 阿登·乔纳森·埃尔斯特龙姆(生于2009年)

- 凯丽·安妮·希尔顿·格拉斯(生于1966年)：于1987年嫁盖·格拉斯，于1998年离婚

- 赖恩·格拉斯(生于1989年)
- 泰勒·格拉斯(生于1992年)

- 第二任妻子莎莎·嘉宝(1942年结婚，1946年离婚)

- 康士坦茨·弗朗西斯卡·嘉宝·希尔顿(b. 1947)

- 弗朗西斯卡是嘉宝姐妹中生的唯一的孩子。她无子嗣并离异，居住于洛杉矶，曾参与过电影拍摄。她曾获得过田纳西走马冠军，并且是比佛利山庄爱德华·洛齐出版社的签约作者。

- 与第三任妻子玛丽·弗朗西斯·凯丽无子嗣(1976年结婚)。